# 清海鎮海運
清海鎮海運株式會社（：／ Cheonghaejin Haeun */?）是韓國的海運公司，成立於1999年。该社在2014年4月发生世越号沉没事故后兩個月宣布破产，并最终于2016年正式解散。

## 歷史
- 1999年3月10日 : 公司成立
- 2003年3月 : 奧哈馬納號就航
- 2013年3月15日 : 世越號就航
- 2014年4月16日 : 世越號沉没
- 2014年5月19日 : 公司破產，結束營運

## 持有船舶

### 仁川 - 濟州

#### 奧哈馬納號
奧哈馬納號是一艘汽车渡轮，于1989年9月在三菱重工下关造船厂制造，由日本大岛运输公司（现更名为为A-Line Ferry公司）制造，在鹿儿岛市 ~ 冲绳县那霸市之间运营，到2003年2月退役。
在退役一个月后，也就是2003年3月，它被清海津航运引入，运营仁川~济州航线

## 外部連結
- 세월호 침몰 순간, 청해진해운 직원들은 서류조작에 몰두? （页面存档备份，存于）
- Company that owned ill-fated South Korea ferry has chequered past | Reuters